# ザラ包囲戦
ザラ包囲戦（ザラほういせん、クロアチア語: Opsada Zadra、ハンガリー語: Zára ostroma ）は、第4回十字軍における最初の出来事であり、十字軍によるカトリック系の都市に対する最初の攻撃である。

## 背景
時のローマ教皇インノケンティウス3世は、第2回・第3回十字軍の失敗を取り返すため、聖地を再征服する十字軍を繰り返し呼びかけていた。以前の物と対照的に、この十字軍は世俗貴族の管理下ではなく、教皇自らの権威の下に置かれることになった。インノケンティウス3世は、海からエジプトを侵略し、ナイル川デルタ（三角州）を拠点にパレスチナ地域を征服することを計画した。
これらの計画はヨーロッパにおいてはあまり熱狂的に支持されていないように見えたが、1200年以降、ボニファーチョ1世のもと、約3万5千人の軍隊が集結した。
インノケンティウス3世と十字軍は、東地中海の制海権を持つ有力な海洋国家・ヴェネツィア共和国と交渉し、軍隊を東方へ輸送するための船団を用意し、出発の際その費用を負担することにした。
約3万5千人の兵士と荷物、それに動物を輸送するため、ヴェネツィアは8万5千銀マルクの支払いを要求した。ヴェネツィア側はこの船団を整備するのに巨額の費用を投じた。が、十字軍の方はというと出航時に集まったのは1万2千人ほどで、ヴェネツィアに対し5万1000銀マルクしか支払うことができなかった。十字軍の中には参加を断念したり、陸路で移動するものも出たが、十字軍のリーダー的存在であるボニファーチョ1世は、ヴェネツィアの第41代元首（ドージェ）エンリコ・ダンドロと交渉し、ヴェネツィアが十字軍に参加し、ドージェ自身がその軍隊を指揮するという妥協案を示した。結果としてこれが受け入れられ、残りの3万4千銀マルクの支払いは、その後の略奪による成果が得られるまで延期されることとなった。
ヴェネツィアの歴史家であり作家でもあるアルヴィーゼ・ゾルジは、ザラ（現ザダル）の再征服は最初から合意されていた訳ではなく、いわば潜在的なものだった、と断言している。ザラを再征服するという意図は、上記のような「重い」船団のため論理的な必要性から、航海中に具体的な形となった。十字軍の一部はこのヴェネツィアの提案に従うことを拒否したが、教皇からの抗議にもかかわらず、大多数はこの『ザラの奪還』をエルサレム征服のための必要悪として正当化し、これを受け入れた。

## 攻撃
1202年10月8日に出港したこの船団は、70隻の円形輸送船、120隻の馬輸送用アルシリ、127隻の十字軍輸送用ガレー船、そしてヴェネツィアの戦闘用ガレー船50隻からなる総勢約370隻という大規模なものだった。ヴェネツィアの元首エンリコ・ダンドロがこの船団を率い、そしてヴィターレ・ダンドロ提督とガブリエレ・ソランツォ提督がその両脇を挟む構図だった。
トリエステを攻撃して征服したあと、ヴェネツィア・十字軍軍は、11月10日、ザラ市民に求めていた一時寄港の許可を拒否されたことを受けて、ザラへの攻撃を開始した。ダルマツィアのザラ市は、1183年にヴェネツィアから離反し、ハンガリー王イムレの保護下にあった。この都市は強力なハンガリー守備隊に守られ、港は鎖と杭によって固められていたが、船団はこの防御を突破し、軍隊を上陸させ、包囲戦を開始した。
ザラは大使を派遣したが、シトー修道会修道委員長であるグイド・ディ・ヴォーの介入により、教皇勅令による攻撃禁止を告げられ、抵抗を継続するよう説得された。ザラは陸海空から攻城兵器による砲撃を受け、5日後には降伏せざるを得なかった。11月23日のことである。

## 終幕
ザラは占領されたが、入城からわずか3日後、ヴェネツィアとフランスの十字軍の間で衝突が起こり、武器を持って対決するまでになった。その後、この騒動は落ち着いたが、教皇インノケンティウス3世が十字架の旗を掲げながらカトリックの都市を攻撃したことに怒り、十字軍全体とヴェネツィアを破門したとの報せが届いた。十字軍の懺悔の意思を汲み、教皇は彼らを許したものの、すぐにエルサレムに向い進軍するよう求めた。
だが、インノケンティウス3世の計画はまたもや頓挫した。神聖ローマ帝国皇帝フィリップと、彼の義理の弟で、追放されたイサキオス2世の息子であるビザンツの王子・アレクシオス4世の大使がドイツから到着した。
アレッシオは、王位を奪取するため、簒奪者アレクシオス3世を排除することに協力を求め、そのために十字軍の軍勢を一年の間預かること、その見返りに銀20万マルクを支払うこと、そして1万人で十字軍に参加し、正教会とラテン教会を再統一することを約束した。
これの出来事をきっかけに、十字軍は転換期を迎え、2年後にコンスタンティノープルの征服とラテン帝国の建設により幕を閉じた。